# Municipio de Sherman (condado de Brookings)
El municipio de Sherman (en inglés: Sherman Township) es un municipio ubicado en el condado de Brookings en el estado estadounidense de Dakota del Sur. En el año 2010 tenía una población de 227 habitantes y una densidad poblacional de 2,49 personas por km².

## Geografía
El municipio de Sherman se encuentra ubicado en las coordenadas 44°24′45″N 96°35′7″O / 44.41250, -96.58528. Según la Oficina del Censo de los Estados Unidos, el municipio tiene una superficie total de 91.32 km², de la cual 91,32 km² corresponden a tierra firme y (0 %) 0 km² es agua.

## Demografía
Según el censo de 2010, había 227 personas residiendo en el municipio de Sherman. La densidad de población era de 2,49 hab./km². De los 227 habitantes, el municipio de Sherman estaba compuesto por el 99,12 % blancos, el 0,44 % eran afroamericanos, el 0,44 % eran de otras razas. Del total de la población el 1,32 % eran hispanos o latinos de cualquier raza.